# Spenge
Spenge is een stad en gemeente in de Duitse deelstaat Noordrijn-Westfalen, gelegen in de Kreis Herford. De gemeente telt 14.419 inwoners (31 december 2020) op een oppervlakte van 40,28 km². Naburige steden zijn Bünde, Enger en Herford (in het district Herford), Bielefeld (stadsdistrict), Melle (in het district Osnabrück, deelstaat Nedersaksen).

## Plaatsen in de gemeente, bevolkingscijfers

Ligging der stadsdelen van de gemeente Spenge

- Bardüttingdorf (1.104 inwoners)
- Hücker-Aschen (1.475 inwoners)
- Lenzinghausen (2.535 inwoners)
- Spenge-stad (8.522 inwoners) incl. de wijk:
  - Nordspenge
- Wallenbrück (1.107 inwoners)

Totaal aantal inwoners van de gemeente: 14.743 inwoners. Peildatum: 1 december 2018. 
Van de bevolking is circa 62,5% evangelisch-luthers, ruim 10% rooms-katholiek en ruim 27% aanhanger van een andere religieuze gemeenschap, dan wel atheïst.
Bron bevolkingscijfer: website gemeente Spenge:

## Ligging, infrastructuur, verkeer
De gemeente Spenge ligt in het uiterste noorden van de deelstaat Noordrijn-Westfalen, in een tamelijk vlak gebied, dat Ravensberger Mulde genoemd wordt. De (niet bevaarbare) beek Warmenau vormt de noordgrens van Spenge met Melle in Nedersaksen. Circa 10-15 kilometer ten zuiden van Spenge loopt de kam van het oostelijke deel van het Teutoburger Woud.

### Belangrijke steden in de omgeving
- Bielefeld, circa 15 km ZO (in zuidoostelijke richting)
- Osnabrück, circa 40 km WNW
- Bünde, circa 12 km NO
- Herford, circa 15 km OZO

### Buurgemeentes
- Enger (O)
- Melle  (W; in het district Osnabrück, deelstaat Nedersaksen)
- Werther (ZW)
- Bielefeld (Z en ZO)
- Bünde (NO)

### Hoofdwegen
Ten noorden van Spenge loopt, ongeveer evenwijdig aan het riviertje de Else, de Autobahn A 30. Via lokale binnenwegen kan men Spenge vanaf afritten 26 en 27 van deze Autobahn na circa 10 kilometer bereiken.
Een meer doorgaande weg loopt west-oost van Melle langs Klausheide, gemeente Enger oostwaarts naar Herford.

### Openbaar vervoer
Dit is beperkt tot busdiensten, die een centraal haltepunt hebben op ZOB Spenge, het in 2011 aangelegde busstation. Min of meer frequente busverbindingen (uurdienst) zijn er met de steden Herford en Bielefeld. Daarnaast zijn er enige diensten van en naar dorpen in de  omgeving, met belbussen, taxibusjes en scholierenlijnen. In de avonduren na 20.00 en in de weekends is er nagenoeg geen busvervoer.

## Economie
De gemeente Spenge beschikt over twee bedrijventerreinen van betekenis, één ten oosten van Wallenbrück en het andere ten noordoosten van het centrum van Spenge zelf. Spenge telt vele middelgrote en kleine bedrijven, waaronder een aantal fabrieken in uiteenlopende branches (o.a. koffiefilterzakjes, hondenvoer, meubelen) met tussen de 50 en 100 werknemers. Geen van deze bedrijven is van meer dan regionaal belang. Hoewel het aantal boeren terugloopt, is de agrarische sector tamelijk belangrijk gebleven voor de economie van de gemeente.

## Geschiedenis
Voor de politieke geschiedenis van het gebied tot en met de 18e eeuw, zie met name: Graafschap Ravensberg. Sinds wanneer Spenge een stad is, is niet bekend. Zie de literatuurverwijzing.
Rond het jaar 1000 lag het gebied van de gemeente Spenge in het grensgebied van Westfalen en Engern. Het was tot de 16e eeuw een matig bevolkt plattelandsgebied. In de 17e eeuw kwam de huisnijverheid in de textiel op: de streek produceerde linnen van goede kwaliteit. In 1770 werden de gemene gronden (marken, Duits: Allmenden) verdeeld, waardoor talrijke kleine boerderijtjes ontstonden.  Omstreeks 1860 maakte de textielnijverheid plaats voor de productie van tabak voor sigaren. Het bos was toen reeds verdwenen; ook de hout bewerkende nijverheid verdween grotendeels.  
Van 1468 tot 1858 werd het kasteel Mühlenburg bewoond door de vanaf de 18e eeuw Pruisische adellijke familie (Von) Ledebur.
Van 1900 tot 1963 was Spenge via Enger over een klein spoorlijntje verbonden met Herford. Na de Eerste Wereldoorlog volgde economische vooruitgang met de vestiging van kleine fabrieken en na 1970 de bouw van woonwijken voor elders werkende forensen.
Voor meer historische bijzonderheden wordt verwezen naar het hierna vermelde boek.

## Bezienswaardigheden
- Landgoed Werburg aan de westrand van Spenge-stad, een voormalig kasteel met diverse bijgebouwen (grote vakwerkhuizen) in een fraai, openbaar park, het visitekaartje van de gemeente: vooral op bezoek samen met  kinderen en tieners gericht historisch en streekmuseum; trouwlocatie; concertzaal; terrein voor diverse openluchtevenementen zoals concerten en markten. Hiernaast staat het voormalige kasteel Mühlenburg, dat oorspronkelijk 15e-eeuws is. De huidige gebouwen dateren vermoedelijk grotendeels uit de late 19e of vroege 20e eeuw. Kasteel Mühlenburg diende rond 1985 als discotheek; sedertdien is het voornamelijk als horecagelegenheid met feest- en concertzaal in gebruik geweest.
- Hücker Moor (Ortsteil Hücker-Aschen): veen- en bosgebied met de 12 hectare grote Moorsee, een in de 19e eeuw door turfwinning ontstaan meertje; de zuidelijke oever behoort tot een niet toegankelijk natuurreservaat (vogelbroedgebied); de noordoever is voorzien van recreatieve voorzieningen (horecagelegenheden, verhuur van bootjes, hengelstekken e.d.); het gehele Hücker Moor, voor zover toegankelijk, is ontsloten door diverse fiets- en wandelpaden.
- De middeleeuwse, in de 16e-21e eeuw vele malen verbouwde en gerenoveerde, evangelisch-lutherse St. Maartenskerk te Spenge heeft de status van bouwkundig monument. Binnen staat een fraai, uit omstreeks 1470 datend altaarstuk (Sankt-Martinsaltar).
- Een monumentenstatus heeft ook de evangelisch-lutherse Mariakerk te Wallenbrück. Deze is omstreeks 1180 gebouwd, en omstreeks 1500 en aan het eind van de 19e eeuw tweemaal uitgebreid en gerenoveerd.

## Geboren
- Eberhard Werdin (1911-1991), componist en muziekpedagoog

## Afbeeldingen

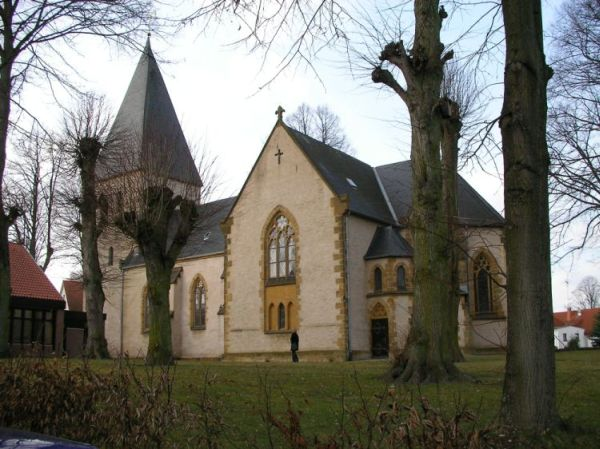
Sint-Maartenskerk
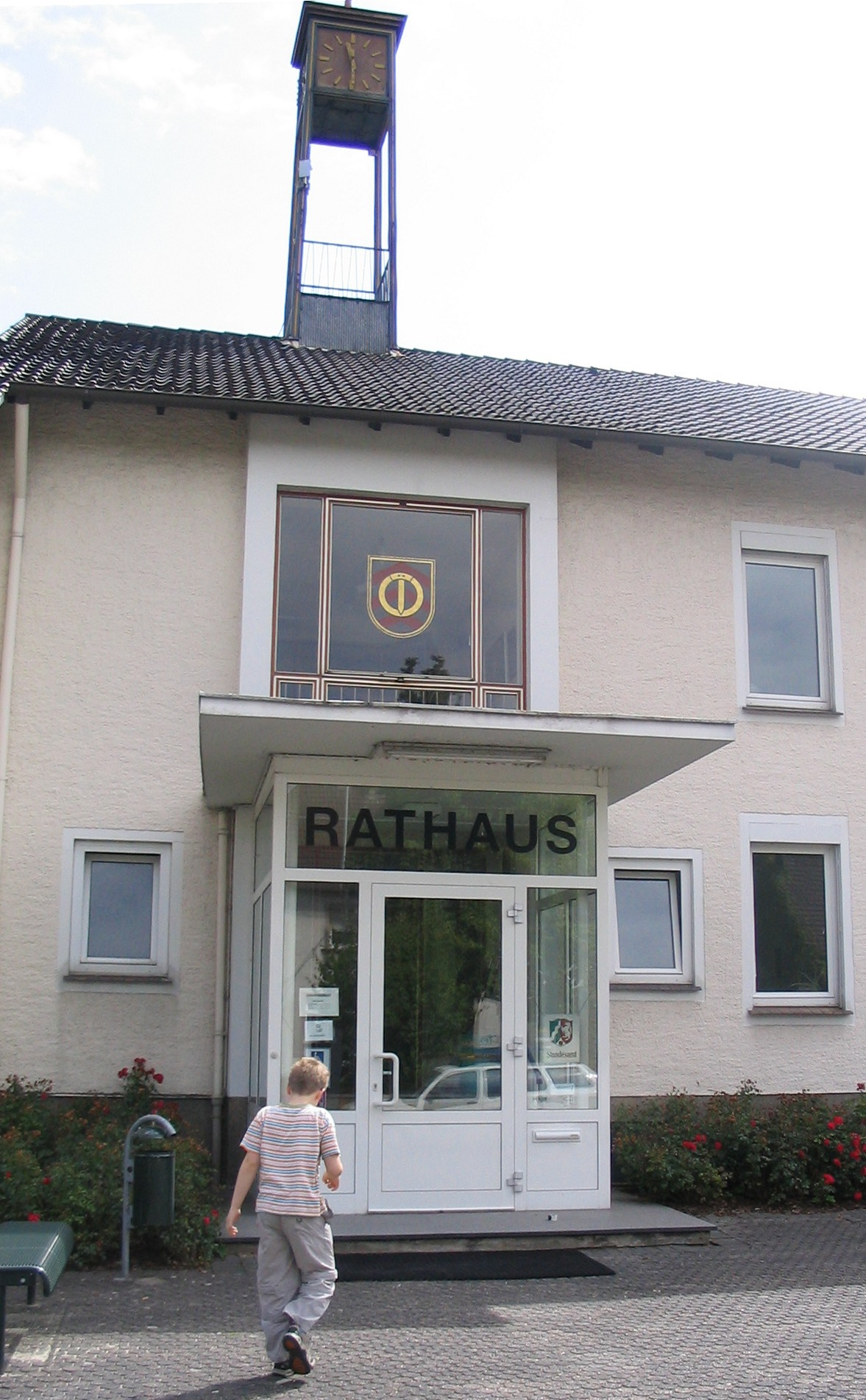
Gemeentehuis
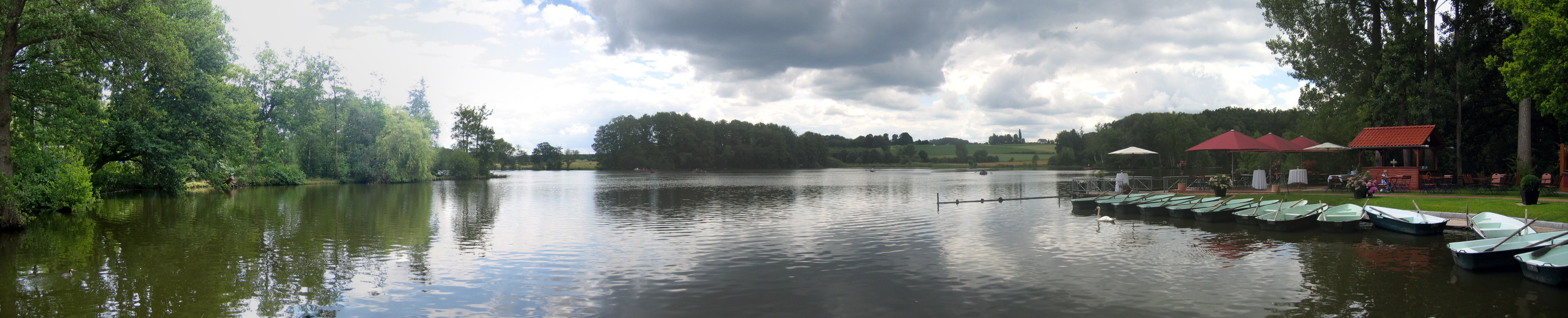
Hücker Moor
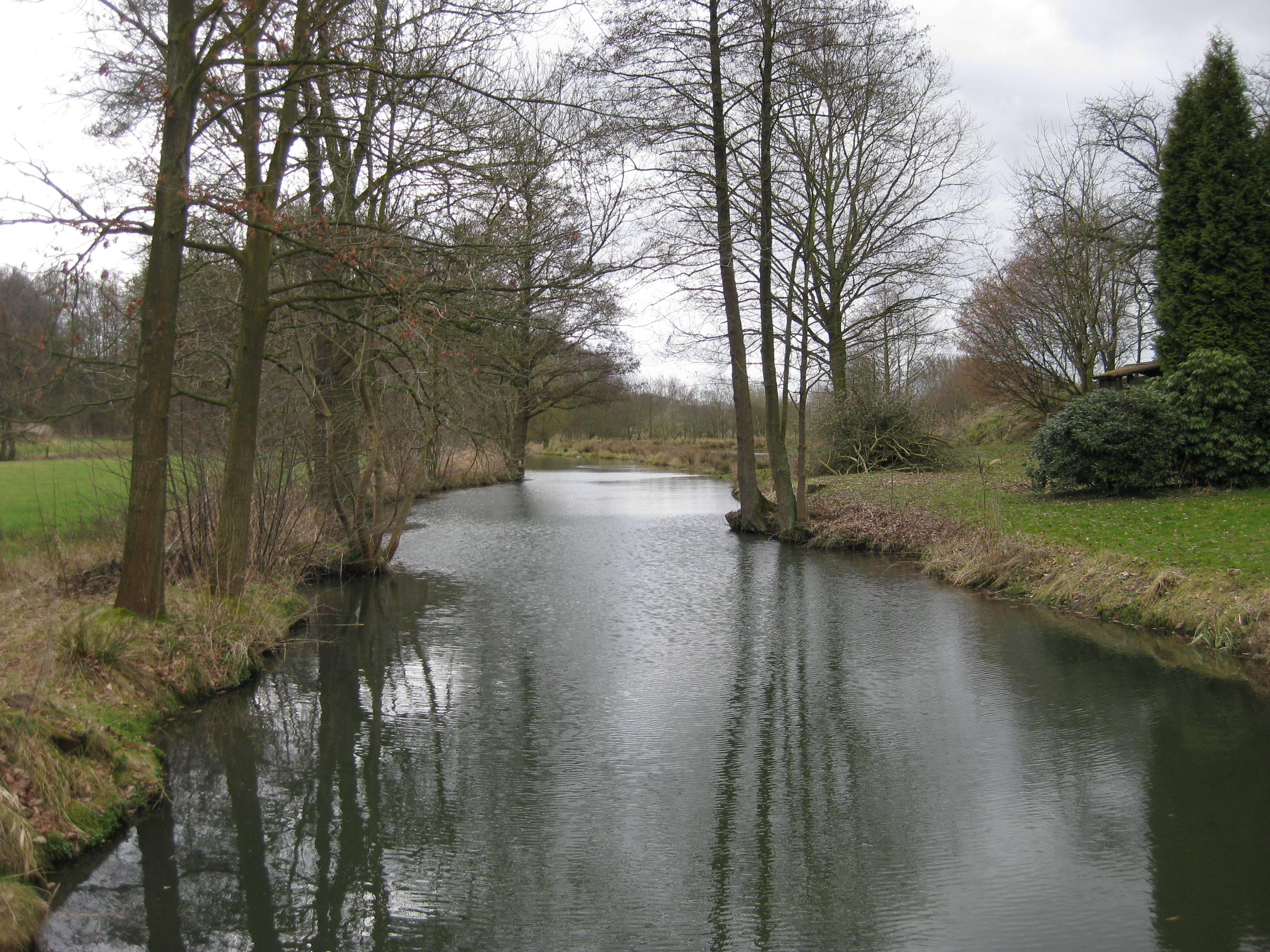
De beek Warmenau op de deelstaatgrens, ten noorden van Spenge
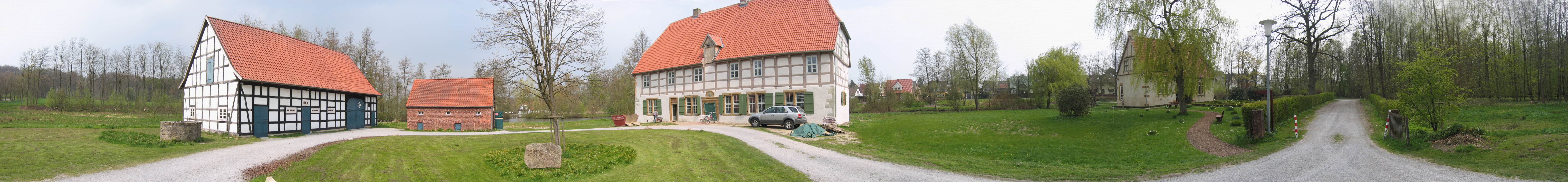
Haus Werburg
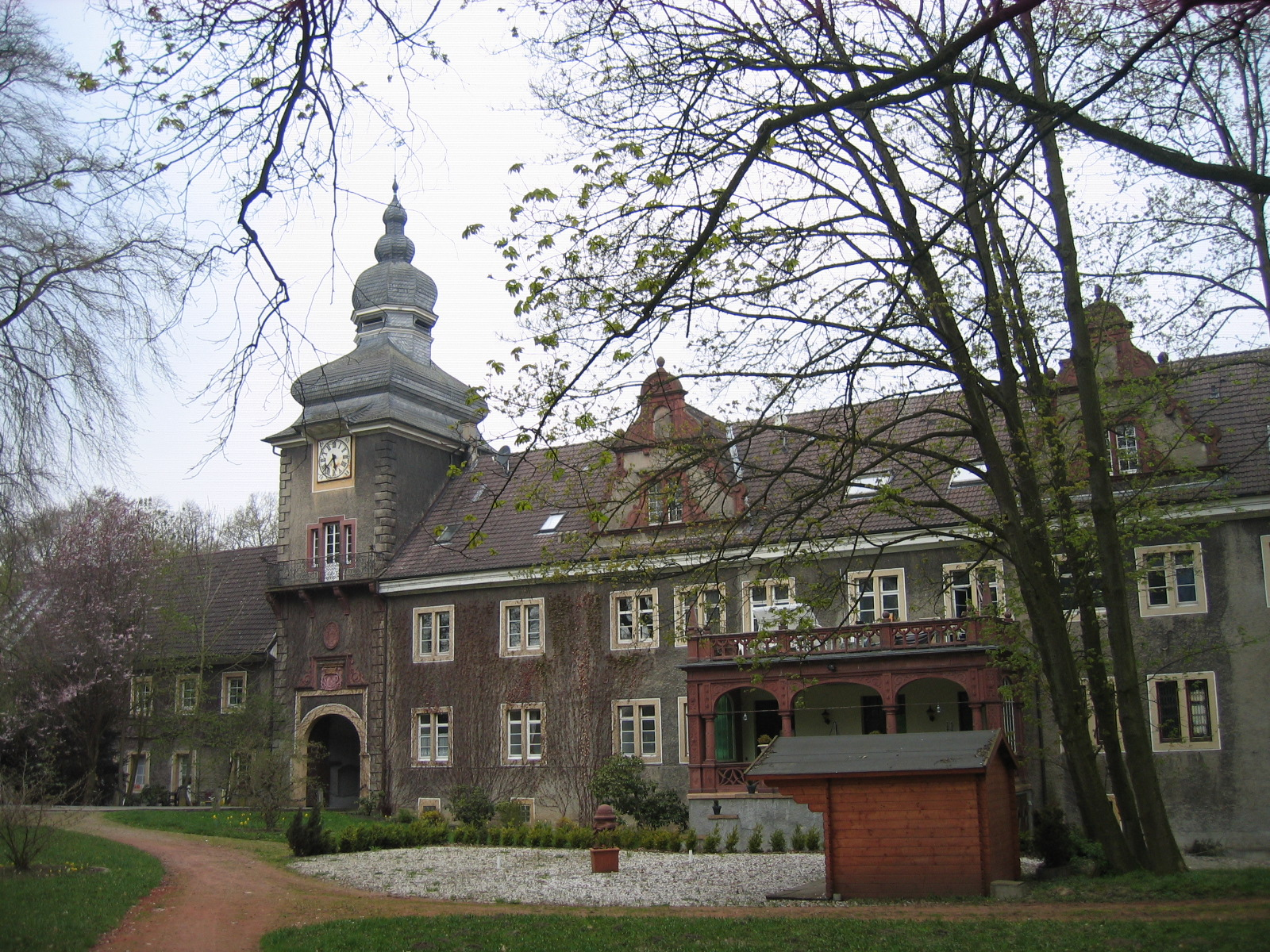
Voormalig kasteel Mühlenburg, Spenge
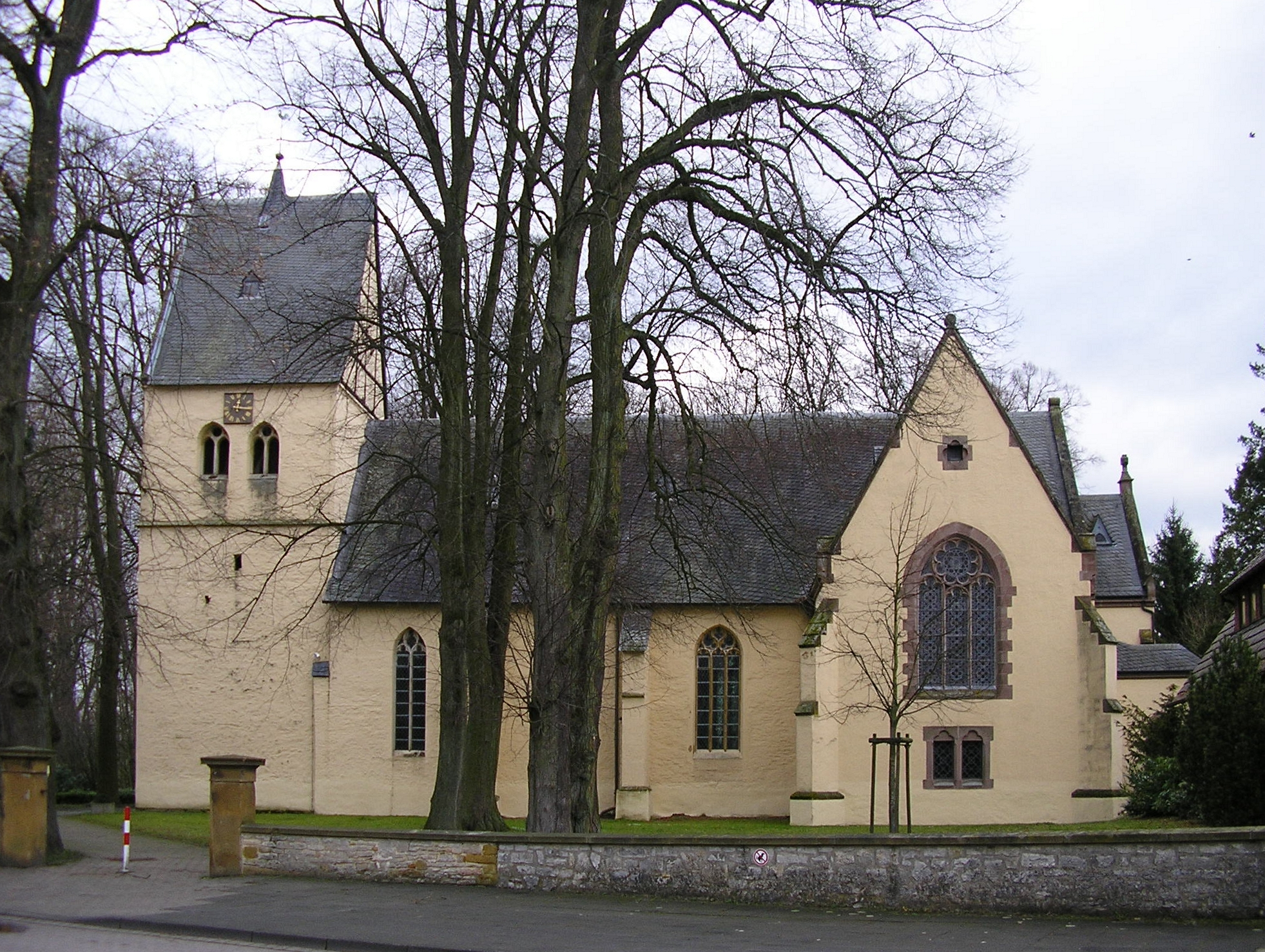
Lutherse kerk te Wallenbrück
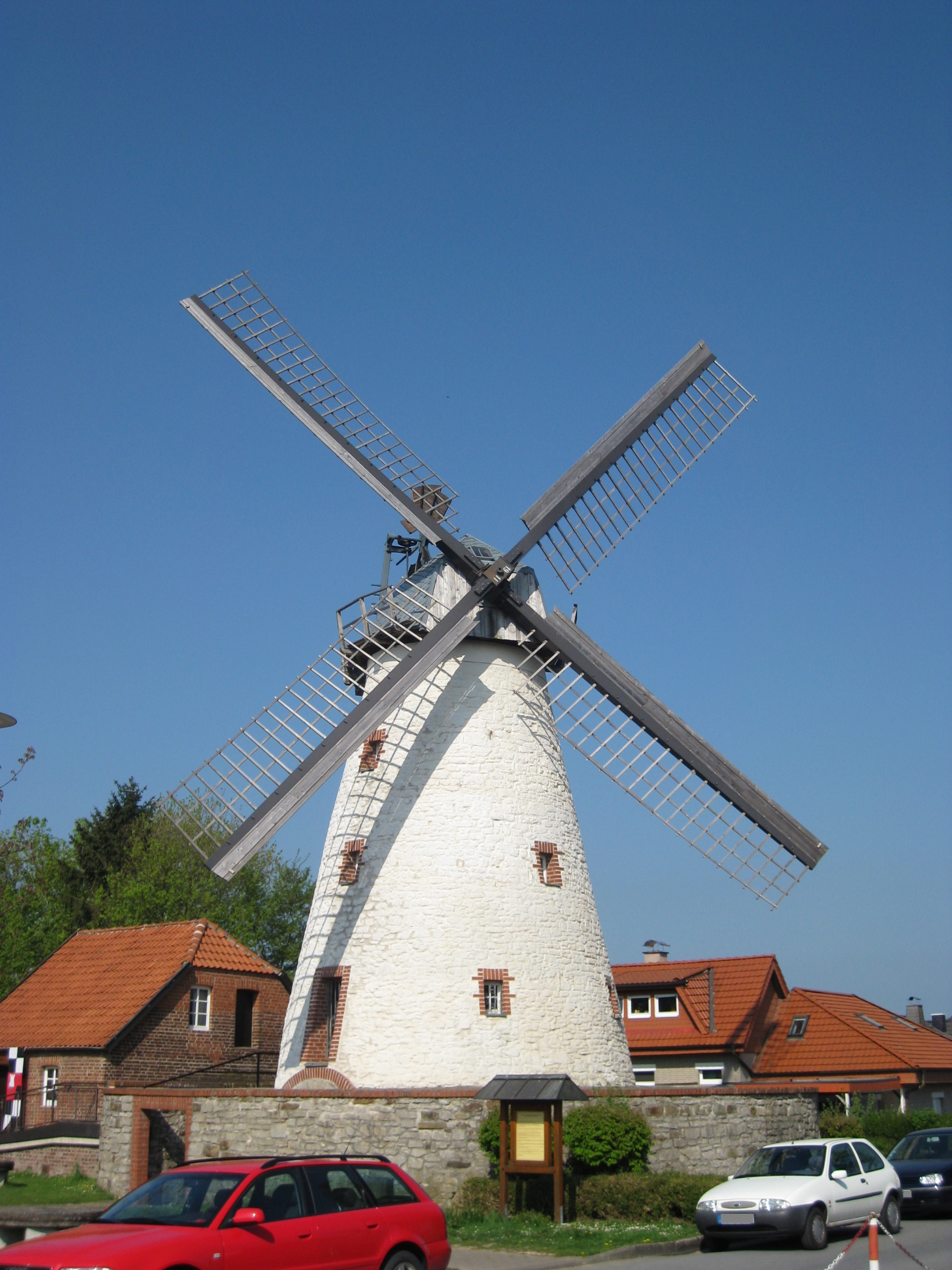
Gehlenbrink-molen (1861) te Hücker-Aschen